# Luis Arcón
Luis Martin Arcón Díaz (* 1. Juni 1992 in Guárico) ist ein venezolanischer Boxer im Halbweltergewicht.

## Karriere
Luis Arcón begann 2005 mit dem Boxsport, ist rund 178 cm groß und Linksausleger. Seine sportliche Karriere begann mit dem Gewinn der venezolanischen Meisterschaft 2011 im Bantamgewicht. 2013 gewann er das Turnier „Giraldo Córdova Cardín“ auf Kuba, die Bolivarian Games in Peru und die Silbermedaille der Panamerikameisterschaften in Chile, wobei er auch Danielito Zorrilla besiegte. Bei den Weltmeisterschaften 2013 in Kasachstan besiegte er Cătălin Gheorghe, Elian Dimitrow und Daisuke Narimatsu, ehe er im Viertelfinale gegen Berik Äbdirachmanow auf Platz 7 ausschied.
Bei den Südamerikaspielen 2014 in Chile gewann er Silber nach Finalniederlage gegen Robson Conceição und Bronze bei den Zentralamerika- und Karibikspielen in Mexiko nach Halbfinalniederlage gegen Danielito Zorrilla. 2015 gewann er jeweils Bronze bei den Panamerikameisterschaften in Venezuela und den Panamerikaspielen in Kanada. Er war dabei jeweils im Halbfinale gegen Danielito Zorrilla bzw. Arthur Biyarslanov ausgeschieden. Bei den Weltmeisterschaften 2015 in Katar schlug er in der Vorrunde Dean Walsh und verlor im Achtelfinale gegen Vincenzo Mangiacapre.
Bei der amerikanischen Olympiaqualifikation 2016 in Argentinien erreichte er das Finale und war somit für die Olympischen Spiele 2016 in Brasilien qualifiziert. Dort unterlag er im ersten Duell gegen Howhannes Batschkow.

### WSB
Seit 2013 boxt Luis Arcón für das Team „Caciques de Venezuela“ in der World Series of Boxing (WSB) und hält dort 2017 bei sieben Siegen und sieben Niederlagen.

### Profikarriere
Sein Profidebüt gewann er am 25. März 2018 in Mexiko.